# Antiplanes yukiae
Antiplanes yukiae é uma espécie de gastrópode do gênero Antiplanes, pertencente à família Pseudomelatomidae.